# ウィリアム・デ・ヴー
サー・ジョージ・ウィリアム・デ・ヴー GCMG（英語: Sir George William Des Vœux、中国語: 德輔爵士、1834年9月22日 – 1909年12月15日）は、イギリスの植民地官僚。フィジー植民地（1880年 – 1885年）、ニューファンドランド植民地（1886年 – 1887年）、香港（1887年 – 1891年）の総督を歴任した。

## 生涯

### 生い立ち
デ・ヴーは、1834年9月22日、ドイツのバーデン・バーデンで、ヘンリー・デ・ヴー牧師と2番目の妻ファニー・エリザベス・ハットンの9人兄弟の8番目として生まれた。祖父はアイルランドの政治家初代準男爵サ・チャールズ・デ・ヴー、曽祖父はフランスのノルマンディー出身のユグノーで、18世紀初頭にアイルランドに移住したものである。
デ・ヴーはロンドンのパブリック・スクールに通った後、チャーターハウス・スクール（1845 – 1853年）とオックスフォード大学ベリオール・カレッジ（1854～1856年）で学び始めるが、父から学位を取得して聖職者になるか、植民地で財産を築くかの選択を迫られ、学位を取得せずに退学した。その後カナダに移り、トロント大学で学士号を取得し、1861年にアッパー・カナダの法廷弁護士となる。

### 植民地官僚として

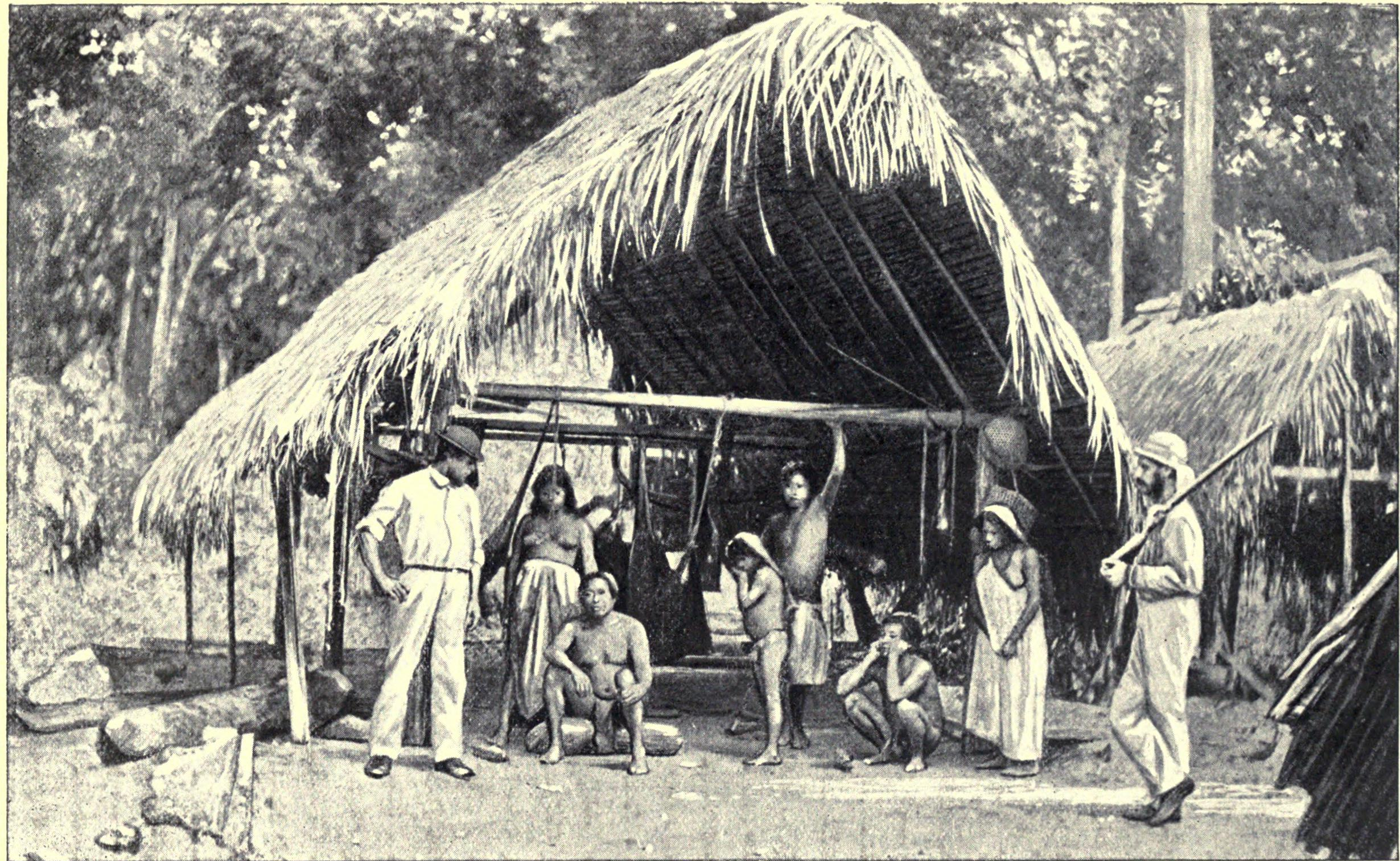
ギアナにて（右端）

デ・ヴーは1863年から1869年までイギリス領ギアナで有給判事（英語: stipendiary magistrate）兼河川・クリーク監督官（英語: superintendent of rivers and creeks）となり、先住民の権利を擁護した。最初はイーストバンク・デメララ地区の俸給判事であったが、後にアッパー・デメララ＝ベルビセ地区に移された。デ・ヴーはこの異動を植民地の中心都市ジョージタウンで行われる決定に対する自身の影響力と権力を制限するためであったと主張した。
デ・ヴーはジョセフ・ボーモントやジェームズ・クロスビーとともに、インド人年季奉公人制度に反対した中心人物の一人であった。プランテーションの所有者や経営者による年季奉公人の残酷で不当な扱いを数多く目撃したギアナでの経験に基づき、1869年に植民地大臣のグランヴィル・ルーソン＝ゴアに宛てて1万語に及ぶ報告書を書き、その中で多くの虐待について詳述した。報告書の内容が公表されると大きな反響を呼び、移民待遇調査委員会が発足した。デ・ヴーはジョージタウンで調査委員会への証言を行い、その報告書によって労働者の待遇は数多く改善された。
1869年から1880年にかけてセントルシアの行政官兼植民地長官を務めた際には、フランスの古い法体系を再編成し成文化した。その後、デ・ヴーは1880年から1885年までフィジー植民地総督および西太平洋高等弁務官に任命された。1886年から1887年には ニューファンドランド総督に任命された。

### 香港総督

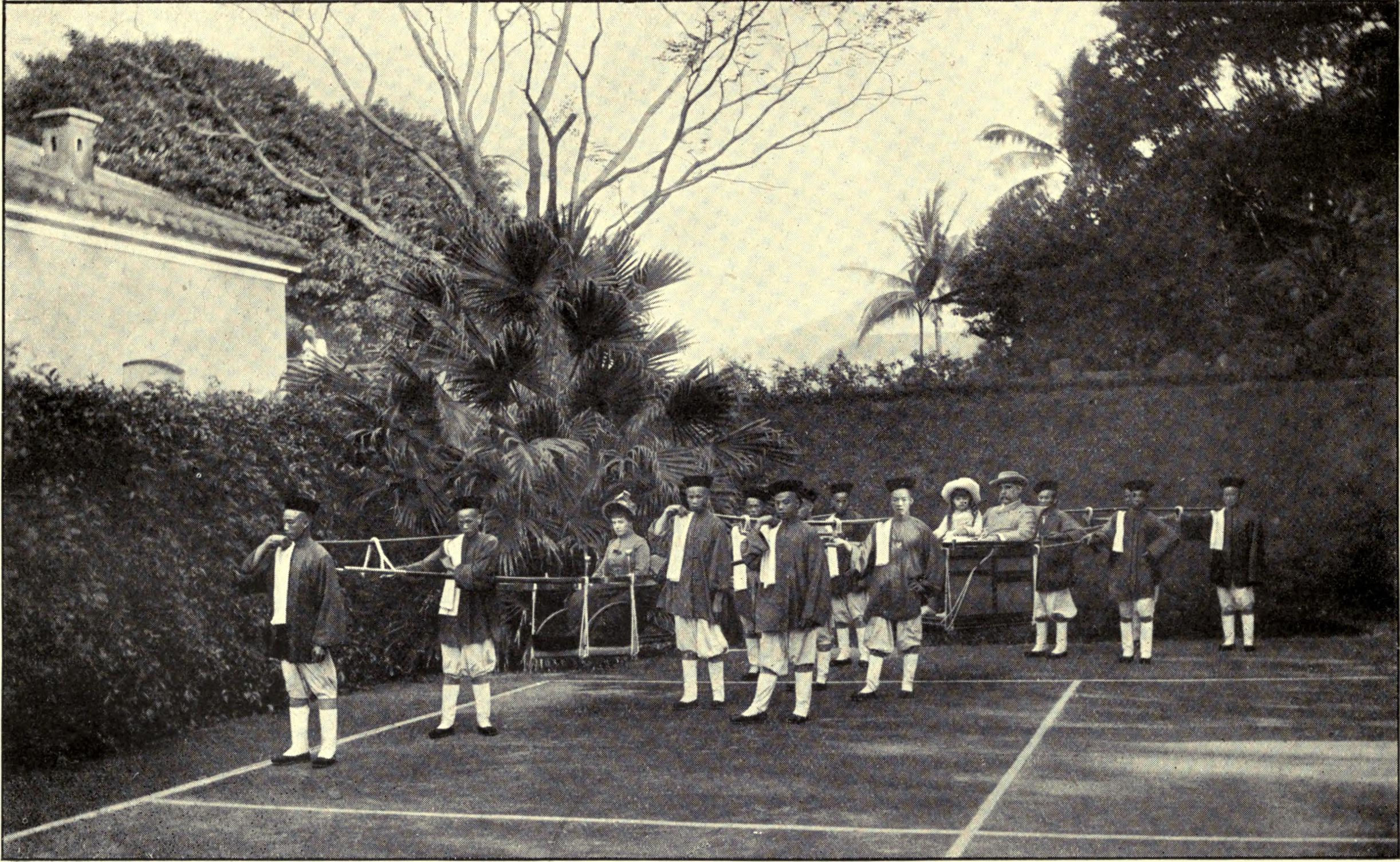
香港にて、娘とともに輿に乗るデ・ヴー

デ・ヴーは1887年から1891年まで第10代香港総督を務めた。これが、デ・ヴーが植民地行政に携わった最後の職位となった。在任中の1888年にはピーク・トラムが運行を開始し、ピークに住む人々に比較的手頃な交通手段を提供した。同年11月、デ・ヴーはヨーロッパ人居住区保留条例（英語: European District Reservation Ordinance、中国語: 歐籍區保留條例）を制定し、戸建て住宅のみを認める建築制限を課すことで、ピークを含めたヴィクトリア・シティの事実上すべての高台を唐楼が林立する状況から隔離した。デ・ヴーが退任する1年前、新たに設立された香港電燈有限公司が香港島への電力供給を開始した。

### 総督退任後
デ・ヴーは香港総督を退任後、引退生活に入った。1893年、聖マイケル・聖ジョージ騎士大十字勲章を受章。1903年、My Colonial Service in British Guiana, St. Lucia, Trinidad, Fiji, Australia, Newfoundland, and Hong Kong with Interludesという回想録を出版した。

## 私生活
1875年7月24日、デ・ヴーは海底ケーブルのパイオニア、ジョン・ペンダーとエマ・デニソンの娘、マリオン・デニソン・ペンダーと結婚した。ふたりの間には2人の娘と5人の息子が生まれたが、うち3人は幼くして亡くなった。デ・ヴーは1909年12月15日にイングランドのブライトンで死去した。ウィリアム・デ・ヴーの息子ヘンリー・ジョン（1876年 – 1940年）は1911年にドロシー・ターナー＝ファーリーと結婚。その息子サー・リチャード中佐は、8代目デ・ヴー準男爵にして最後の準男爵であり、1944年9月にアーネムで戦死した。

## 栄典
- Companion of the Order of St Michael and St George, 1877
- Knight Commander of the Order of St Michael and St George, 1883
- Knight Grand Cross of the Order of St Michael and St George, 1893

## デ・ヴーに因んだ名称
- 徳輔道（中国語版）（英語: Des Voeux Road） - 香港の街路名
- Des Voeux Peak - フィジー・タベウニ島で2番目に高い山